# 安德鲁·杰夫科特
安德鲁·杰夫科特（英語：Andrew Jeffcoat，1999年7月22日—），新西兰男子游泳运动员，主攻仰泳。他曾代表新西兰参加2022年英联邦运动会游泳比赛，获得男子50米仰泳金牌。